# Studio finale per la composizione della Grande-Jatte
Studio finale per la composizione della Grande-Jatte (Étude finale pour la composition de la Grande-Jatte) è un dipinto a olio su tela del pittore francese Georges-Pierre Seurat, realizzato nel 1884. L'opera oggi è conservata al Metropolitan Museum of Art di New York.